# 福建省 (1912年—1949年)
福建省，是中華民國在1949年政府遷臺前下轄的省級行政區，為延續清朝時期所設置的22省之一，亦是华南地区六省之一。簡稱「闽」。1949年因第二次国共内战失利而失去大部分辖区。今大部分由中华人民共和国管辖，中华民国仅实际控制金門、烏坵與馬祖列島。

## 歷史沿革

### 民國初年

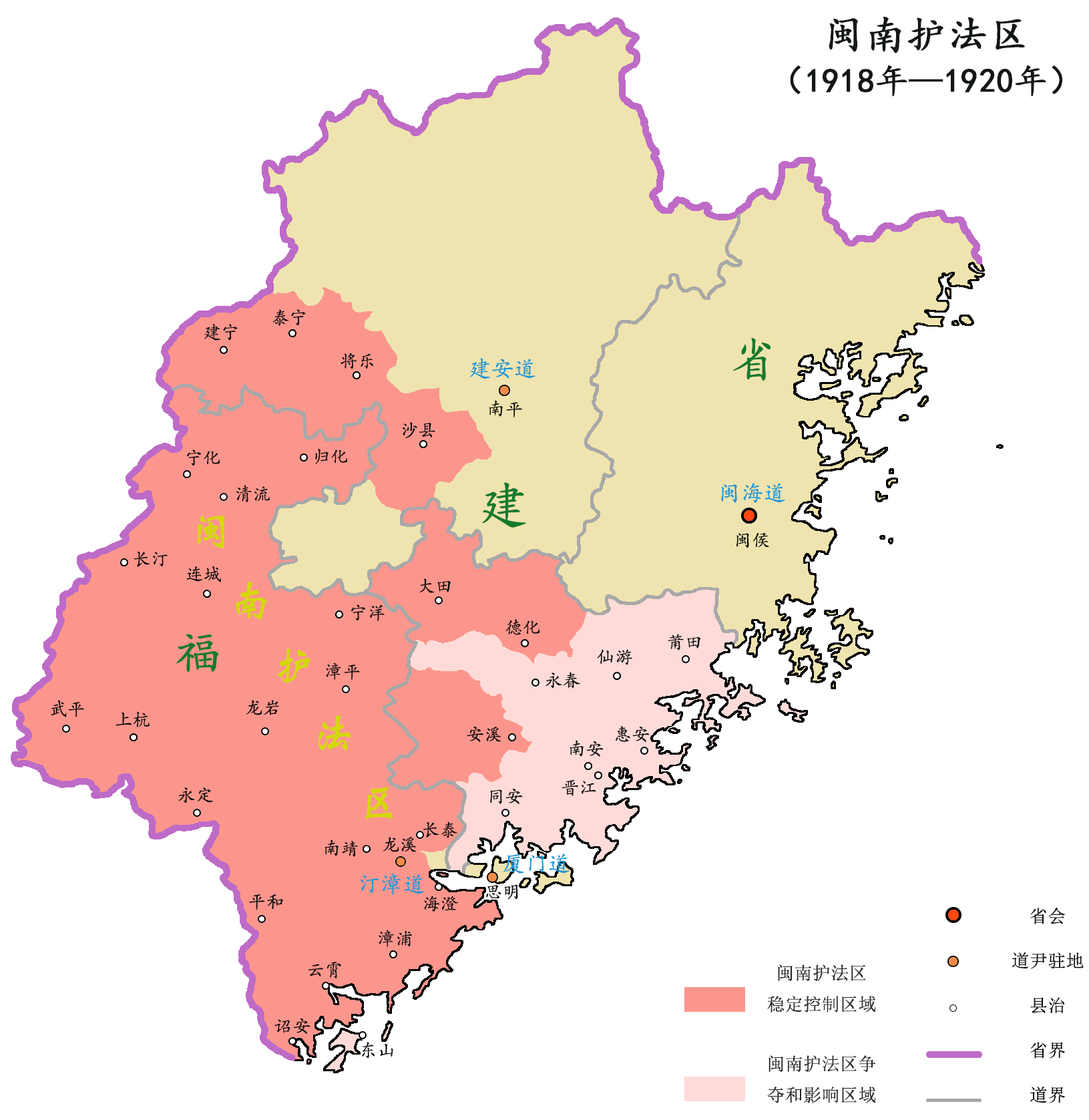
1918年—1920年的福建省

宣統三年（1911年）辛亥革命爆發後，福建新軍第10鎮統制孫道仁、第20協協統許崇智於九月十九日（公历11月9日）起義，控制福州，殺福州將軍樸壽，閩浙總督松壽自盡。二十一日（公历11月11日）成立福建都督府。二十三日（公历11月13日），革命軍授予孫道仁「中華民國軍政府閩都督之印」，總理全省軍事和政務。民國2年（1913年）7月，國民黨發動二次革命討袁，孫道仁和許崇智於7月19日通電宣佈福建獨立。在江蘇、四川等地討袁失敗後，孫道仁於8月9日通電宣佈取消福建獨立。北洋軍將領李厚基帶兵入閩，任福建鎮守使。
袁世凱死後，福建省先後為皖系、直系軍閥的勢力範圍。民國6年（1917年），孫中山率革命黨人南下廣州，建立護法軍政府，組織護法軍討伐段祺瑞北洋政府。先後在湖南、湖北、四川、廣東、福建等地進行護法戰爭。1918年，陈炯明率援闽粤军在闽南建立了闽南护法区。
北伐戰爭期間，國民革命軍第一軍等從廣東出兵福建。至12月初，北伐軍攻克了整個福建。

### 第一次国共内战與福建事變
民國18年（1929年）初，江西省政府主席朱培德以3個旅兵力，企圖圍殲紅四軍於贛南地區。此時，闽西及閩南的國軍大部，正在廣東潮汕地區同粵軍與地方紅軍作戰，閩西守備力量薄弱。紅四軍為避敵鋒芒，決定挺進閩西，佔領長汀後，分兵龍巖、永定、上杭、連城、武平等縣，建立起閩西革命根據地。
自民國19年（1930年）起，國民政府先後發動對位於江西、福建等省份的中共根據地實行五次軍事圍剿。
民國22年（1933年）11月20日，十九路軍將領陳銘樞、蒋光鼐、蔡廷鍇等人，聯合其他反蔣勢力，發動福建事變，成立「中華共和國」，福州成為首都。蔣中正以大軍鎮壓。由於福建事變未取得其他勢力支持，十九路軍內亦有反對意見，在兩方實力懸殊下終告失敗。最後十九路軍主力被國民政府軍擊破。
民國23年（1934年）冬，中央紅軍突圍「長征」後，國民政府集中了16個師約20萬兵力，向福建各地殘餘蘇區據點進行「清剿」的軍事行動。在當地的紅軍和遊擊隊（國民政府稱之為「土共」），也對國軍進行了三年反「清剿」的遊擊作戰。直至民國26年（1937年）7月抗日戰爭爆發後，國民政府與中國共產黨再次合作，福建的紅軍遊擊隊才被國民政府改編為國民革命軍陸軍新編第四軍（簡稱新四軍）第2、第3支隊和軍部特務營。

### 抗日戰爭
抗日戰爭期間，因日軍與國軍在長江流域對峙，在福建地區抽不出足夠的兵力來進行佔領，僅在福建沿海部分地區的港口及腹地進行小規模作戰，民國27年（1938年）春，為配合進攻武漢，日軍決定佔領廈門和廣州，企圖遮斷國際對中國的供應線。5月，福州、廈門先後失守，福建省政府內遷永安。抗戰勝利後遷回舊治。

### 第二次國共內戰
抗日戰爭勝利後，中國共產黨準備武裝在各地開展遊擊戰爭。福建當局設立閩東、閩南、閩西、閩北、閩中五個綏靖區，部署保安團等部隊對中共革命根據地和遊擊區進行軍事攻勢。福建各地中共組織和遊擊隊繼續採取分散隱蔽的方式與國軍周旋。之後，趁著國民政府集中兵力進攻東北、華北的解放区，福建兵力空虛之機，組織群眾運動，擴大遊擊戰爭，企圖動搖國民政府在福建的統治根基。
民國36年（1947年），中共閩浙贛區委領導人和武裝力量分赴福建各地開展遊擊戰，並發動反抽丁、抗徵糧和打穀倉等群眾運動。並於6月18日成立「中國人民解放軍閩粵贛邊總隊」（簡稱粵東支隊）。共軍日漸活躍，地方治安不復平靜。民國37年（1948年）1月底，國民政府在廣東松口成立「閩粵邊區剿匪總指揮部」，以涂思宗為總指揮。將福建的武平、上杭、龍巖、永定、平和列為「匪區」。因應勘亂時期剿共需要，於2月實施戰時體制，恢復福建省保安司令部。8月至9月，集中3個保安團，在各縣地方保安隊等配合下，對中共據點實行大規模的掃蕩。是年4月，发生城工部事件，中共闽浙赣省委曾镜冰以及其他干部集中处决了隶属闽浙赣地区的大批中共城工部党员，其中包括国民政府的通缉对象。城工部事件导致中共地下工作受到重大损失。:442
民國38年（1949年）4月，解放軍在渡江戰役勝利後，乘勝南下，國軍兵敗如山倒。第三野戰軍佔領上海後，向東南沿海進軍，中共閩浙贛省委和閩粵贛邊區委隨即領導福建各地遊擊隊，全力配合和支援南下野戰軍。8月，福建省政府隨中華民國國軍由福州市遷駐金門縣。8月17日解放軍第三野戰軍第十兵團司令葉飛攻佔福建省省會福州，成立福建省人民政府和福建軍區。在福州等地基本穩定下來後，於8月31日攻克晉江（今泉州）；9月16日攻克平潭，殲滅國軍第73軍大部；9月25日攻克龍溪（今漳州）；10月10日渡海攻佔大嶝島和小嶝島，殲滅國軍三個多團；10月17日渡海攻佔廈門，殲滅國軍2萬7千人，並準備對廈門外海的金門島進行作戰。10月25日解放軍發動金門戰役，登陸的解放軍被國軍殲滅。解放軍的渡海作戰受挫，為台灣爭取到調養生息的空間。福建省政府自10月由軍方全面接管，軍方全面接管沿海島嶼。實行軍管制度，停止金門、東山及馬祖的縣制，各設民政處管轄地方行政。為了行政需要，於1950年3月首先成立金門及馬祖兩軍管區行政公署，代理原來的金門、連江、長樂、羅源、莆田等五縣實際轄區之政務。
金門戰役之後，解放軍受限於海空軍力量不足，在東南沿海島嶼的戰事中，大體處於守勢。民國39年（1950年）初，解放軍準備再進攻金門。為孤立金門守軍，造成再戰金門的有利態勢，命解放軍將領周志堅率31軍並指揮32軍94師和炮兵14團3營，進攻東山島。5月初，國軍發現31軍將進攻東山島，立即從東山撤軍。6月朝鲜战争爆發後，以美國為首的聯合國軍擊敗朝鲜人民军，大舉越過三八線，進抵鴨綠江畔。中共中央軍委暫停攻台計劃，將主力部隊調往朝鮮，與美軍對峙。美國開始認識到台灣戰略地位的重要性，將台灣重新納入防禦體系，並派遺美國第七艦隊進入台灣海峽。中華民國國軍取得大量美援，借機加緊在沿海島嶼進行游擊戰。民國41年（1952年）10月，金門防衛司令部司令官胡璉派遣第75師，以優勢兵力於15日攻下南日島，殲滅解放軍1300人，隨後國軍悉數撤離該島。民國42年（1953年）7月16日，朝鲜战争停戰協定簽署前，胡璉率1萬多名國軍，對位於福建和廣東二省交界處的東山島發起了登陸進攻作戰。解放軍擊敗國軍，取得東山島戰役的勝利。戰役後，蔣中正不再派出成編製的部隊反攻大陸，反攻大陸軍事作戰行動至此告終。

## 管轄範圍

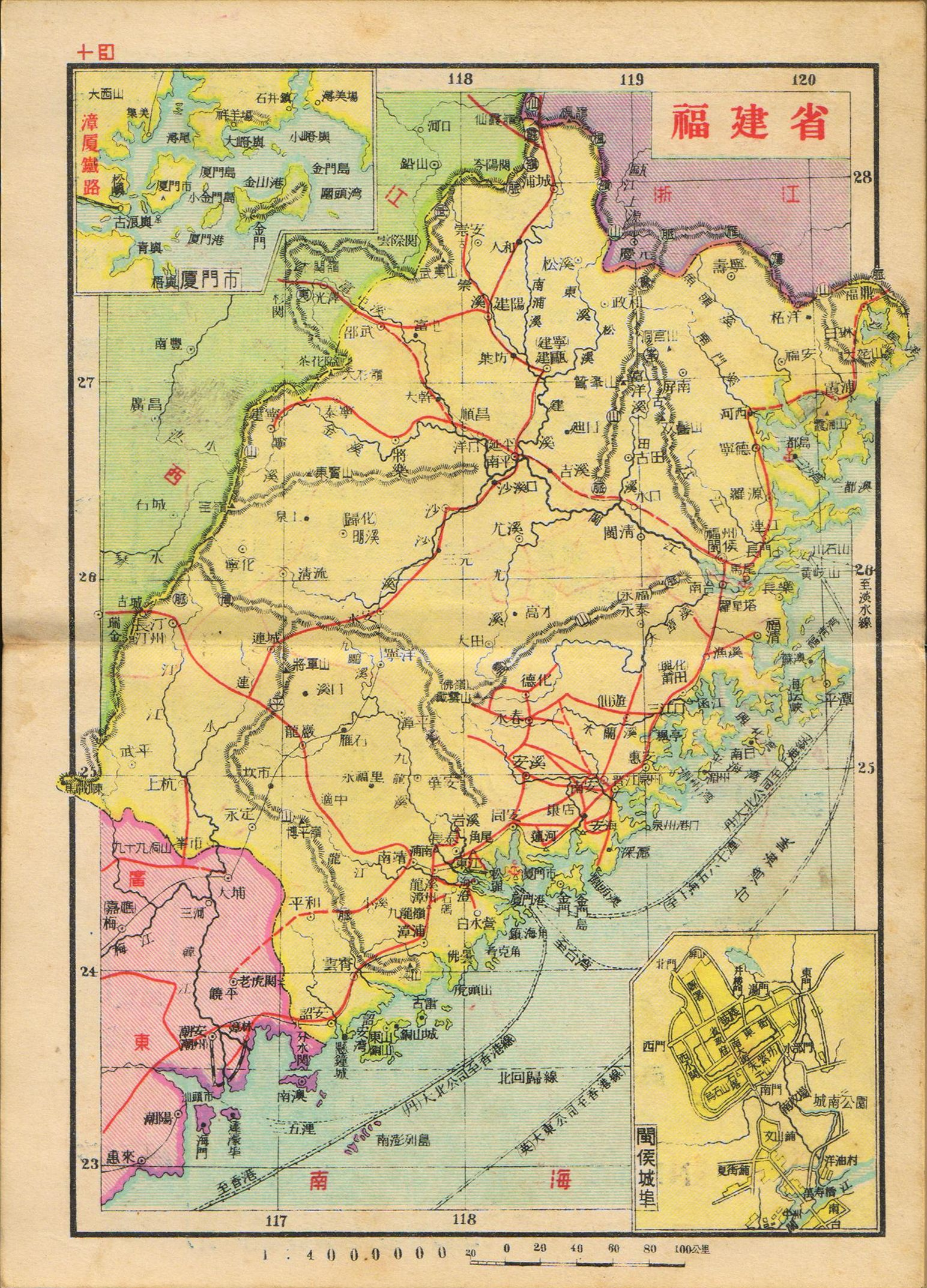
亞新地學社1936年《袖珍中華全圖》的福建省地圖

國共戰爭以前，其省域與清代及今日的福建省相似。民國36年（1947年）全省土地面積為120114平方公里。光澤縣曾於民國23年（1934年）6月劃歸江西省管轄，民國36年（1947年）6月復來屬。東濱台灣海峽與臺灣省相望，北鄰浙江省，西界江西省，南接廣東省。

## 行政区划

### 省、縣之間的行政區

#### 道制
清代道級行政區，設有道員理政，在辛亥革命民國成立後就廢除了，但在民國2年（1913年）2月12日再次恢復了道級行政區，全省劃分為「東路」、「南路」、「西路」、「北路」4道，並任命了觀察使擔任各道行政長官。民國3年（1914年）5月以原轄區改名為「閩海道」（閩東）、「廈門道」（閩南）、「汀漳道」（閩西）、「建安道」（閩北），觀察使並改名為「道尹」。至民國16年（1927年）國民革命軍進駐福建後，道級行政區才正式廢除，實行省、縣二級制。
閩海道
民國2年（1913年）2月置東路道，觀察使駐閩侯縣（今福州市區），轄閩侯、古田、屏南、閩清、長樂、連江、羅源、永泰、福清、霞浦、福鼎、寧德、壽寧、福安等14縣。民國3年（1914年）5月改名。道尹駐閩侯縣，為繁要缺，一等。後增領平潭縣。民國16年（1927年）廢。
廈門道
民國2年（1913年）2月置南路道，民國3年（1914年）改名。道尹駐思明縣（今廈門市），為繁要缺，一等。轄莆田、仙游、思明、晉江、南安、惠安、安溪、同安、永春，德化、大田等11縣。民國10年（1921年）10月增領金門縣。民國16年（1927年）廢。
汀漳道
民國2年（1913年）2月置西路道，民國3年（1914年）改名。道尹駐龍溪縣（今漳州市），後移駐龍岩縣，為要缺，二等。轄長汀、寧化、上杭、武平、清流、連城、歸化、永定、雲霄、龍溪、漳浦、南靖、長泰、平和、詔安、海澄、龍岩、漳平、寧洋等19縣。民國4年（1915年）9月增領東山縣。民國16年（1927年）廢。
建安道
民國2年（1913年）2月置北路道，民國3年（1914年）改名。道尹駐南平縣（今南平市延平区），為簡缺，三等。轄南平、將樂、沙縣、尤溪、順昌、永安、建甌、建陽、崇安、浦城、政和、松溪、邵武、光澤、泰寧、建寧等16縣。民國16年（1927年）廢。

##### 行政督察區
民國23年（1934年）7月，奉軍事委員長南營行營令，實行行政督察專員公署制度，將全省劃分為10個行政督察區公署。民國24年（1935年）10月改併為7區。民國29年（1940年）9月，對各區轄縣、駐地有所調整。民國30年（1941年）5月，改劃為8區，轄縣有所調整。民國34年（1945年）抗戰勝利後，擬定重新劃為7區。10月增設第九區。民國36年（1947年），全省再調整為7個行政督察區。
福建省政府直轄
民國23年（1934年）7月時，福建省直轄福州市，周邊的長樂、閩侯、福清、連江、羅源、永泰、平潭7縣設立「第一行政督察區」，專署駐長樂縣。民國24年（1935年）10月，永泰縣劃入第二區（新），原第二區（舊）的福安、寧德、福鼎、霞浦4縣來隸，專署駐地不變。同年，廢思明縣，設廈門市，由福建省直轄。民國28年（1939年）7月，第三區的壽寧縣來隸。民國30年（1941年）5月，霞浦、寧德、福安、福鼎、壽寧5縣劃入第八區，第二區的永泰、閩清2縣及第三區古田縣來隸，轄縣減為9縣。民國32年（1943年）10月，閩侯縣改名為林森縣。民國35年（1946年）3月，第一區公署移駐林森縣，6月移遷長樂縣。民國36年（1947年）裁撤，原轄林森、閩清、永泰、長樂、福清、連江、平潭、羅源8縣由省政府直轄，古田縣移屬第二區。民國末領福州、廈門2市及林森、閩清、永泰、長樂、福清、連江、平潭、羅源8縣。
第一行政督察區
民國23年（1934年）7月設立「第二行政督察區」專署駐福安縣，轄福安、寧德、福鼎、霞浦、壽寧、屏南6縣。民國24年（1935年）10月撤銷，福安、寧德、福鼎、霞浦4縣劃入第一區，屏南2縣劃入第二區（新），壽寧縣劃入第三區（新）。
民國30年（1941年）5月，以第一區的霞浦、寧德、福安、福鼎、壽寧5縣與周墩、柘洋2特種區，及第三區的屏南縣組建「第八行政督察區」，專署駐福安縣。民國34年（1945年）2月改周墩特種區為周寧縣，8月改柘洋特種區為柘榮縣。民國36年（1947年）改稱「第一行政督察區」，專署駐地不變，屏南縣移屬第二區。民國末領霞浦、寧德、福安、福鼎、壽、周寧、柘榮7縣。
第二行政督察區
民國23年（1934年）7月設立「第三行政督察區」，專署駐南平縣，轄南平、沙、尤溪、閩清、古田5縣。民國24年（1935年）10月改稱「第二行政督察區」，專署駐南平縣，增領原第一區的永泰縣、原第二區的屏南縣、原第八區的永安縣及原第九區的將樂、順昌2縣，轄縣增為10縣。民國29年（1940年）6月增領三元縣；9月，古田、屏南2縣劃入第三區，永安縣劃入第七區，第七區的建寧、泰寧2縣來隸，轄10縣。民國30年（1941年）5月，永泰、閩清2縣劃入第一區，轄縣減為8縣。民國35年（1946年）1月三元縣劃入第九區。民國36年（1947年），原第一區古田縣及原第八區屏南縣來隸。民國末領南平、尤溪、沙、順昌、將樂、建寧、泰寧、古田、屏南9縣。
第三行政督察區
民國23年（1934年）7月設立「第十行政督察區」，專署駐浦城縣，轄浦城、建甌、建陽、崇安、松溪、政和6縣。民國24年（1935年）10月改稱「第三行政督察區」，專署駐地不變，增領原第九區的邵武縣及原第二區的壽寧縣，為8縣。民國28年（1939年）7月，壽寧縣改隸第一區。民國29年（1940年）6月增領水吉縣；9月，專署移駐建陽縣，原第二區的古田、屏南2縣來隸，轄縣為10縣。民國30年（1941年）5月，古田縣劃入第一區，屏南縣劃入第八區。
第四行政督察區
民國23年（1934年）7月設立「第四行政督察區」及「第五行政督察區」，第四區專署駐仙游縣，轄仙游、永春、德化、大田、惠安、莆田6縣，第五區專署駐同安縣，轄同安、晉江、南安、金門、安溪5縣。民國24年（1935年）10月兩區合併仍設「第四行政督察區」，原第四區的大田縣劃入第七區（原第六），專署駐同安縣，轄同安、莆田、仙游、惠安、晉江、南安、安溪、金門、永春、德化10縣。民國28年（1939年）7月專署遷駐永春縣。民國30年（1941年）5月，德化縣劃入第六區，民國34年（1945年）7月復歸，10月劃入第九區。民國36年（1947年），專署移駐晉江縣。民國末領晉江、莆田、仙游、南安、同安、永春、惠安、安溪、金門9縣。
第五行政督察區
民國23年（1934年）7月設立「第六行政督察區」，專署駐漳浦縣，轄漳浦、詔安、南靖、平和、龍溪、長泰、海澄、東山、雲霄9縣。民國24年（1935年）10月改稱「第五行政督察區」，轄縣不變。民國29年（1940年）9月駐地移駐龍溪縣，轄縣不變。民國34年（1945年）4月，專署移駐平和縣；10月，南靖、平和2縣改隸第六區。民國36年（1947年）原第六區的南靖、平和、華安3縣來隸，專署移駐龍溪縣。民國末領龍溪、雲霄、漳浦、詔安、海澄、長泰、東山、南靖、平和、華安10縣。
第六行政督察區
民國34年（1945年）10月，以第二區的三元縣，第四區的德化縣，第六區的寧洋、大田、永安3縣，第七區的明溪、清流2縣組建「第九行政督察區」，民國35年（1946年）1月16日成立專署，駐永安縣。民國36年（1947年）改稱「第六行政督察區」，專署駐地不變，原第七區的寧化縣來隸。
第七行政督察區
民國23年（1934年）7月設立「第七行政督察區」，專署駐龍岩縣，轄龍岩、永定、上杭、武平、漳平、寧洋、華安7縣。民國24年（1935年）10月改稱「第六行政督察區」，專署駐地不變，武平縣劃入第七區，原第四區的大田縣來隸，轄縣仍為7縣。民國29年（1940年）9月，上杭縣劃入第七區，第二區永安縣來隸。民國30年（1941年）5月，第四區德化縣來隸，民國34年（1945年）7月復歸第四區。10月寧洋、大田、永安3縣劃入第九區，第五區的南靖、平和2縣來隸，轄縣減為6縣。民國36年（1947年）改稱「第七行政督察區」，南靖、平和、華安3縣劃入第五區（新），原第七區的長汀、連城、武平、上杭4縣來隸。
第八行政督察區（已裁撤）
民國23年（1934年）7月設立「第八行政督察區」，專署駐長汀縣，轄長汀、永安、連城、寧化、清流、明溪6縣。民國24年（1935年）10月改稱「第七行政督察區」，專署駐地不變，永安縣劃入第四區（新），原第七區的武平縣及原第九區的建寧、泰寧2縣來隸，轄縣增為8縣。民國29年（1940年）9月，建寧、泰寧2縣劃入第二區，第六區的上杭縣來隸，轄縣減為7縣。民國34年（1945年）10月明溪、清流2縣劃入第九區，轄縣減為5縣。民國36年（1947年）撤銷，長汀、連城、武平、上杭4縣劃入第七區，寧化縣劃入第六區。
第九行政督察區（已裁撤）
民國23年（1934年）7月設立「第九行政督察區」，專署駐邵武縣，轄邵武、將樂、順昌、建寧、泰寧5縣。民國24年（1935年）10月撤銷，分別劃入新的第二區、第三區及第七區。
國共戰爭末期，福建省的大部份區域被中共佔領，僅實際管轄福建沿海的部份島嶼。各行政督察區均因其專員公署潰散而消亡。民國38年（1949年）8月25日，福建省人民政府於福州市成立；9月，省人民政府公布福建省行政區劃通令，全省劃分為福州、廈門2地級市及8專區。次年3月，8個專區依次更名為閩侯（原福建省政府直轄區）、福安（原第一區）、南平（原第二區）、建甌（原第三區，同年改稱建陽）、泉州（原第四區，同年改稱晉江）、漳州（原第五區，同年改稱龍溪）、永安（原第六區）、龍岩（原第七區）。

## 縣級行政區
清代福建省在宣統三年（1911年）時，分為9府、2直隸州，下轄1廳、58縣。
民國元年（1912年），廢府、州、廳建制，一律改縣，計61縣。
民國22年（1933年），十九路軍在福州發動「福建事變」，成立「中華共和國人民革命政府」，定福州為首都，將福建劃為閩海、延建、興泉、龍汀4省和福州、廈門2特別市，轄64縣（参见中華共和國人民革命政府一級行政區列表）。民國23年（1934年）人民革命政府解散，又成立福建省政府，時仍轄1市64縣。民國24年（1935年）置廈門市。
民国24年起，福建省政府开始在省内设置特种区，名义上归县辖，但其职能与县几乎平级。民國27年（1938年），全省行政區劃為7行政督察區、1市、62縣、7特種區。民國30年（1941年）福州被日軍攻克，第一區專署遷往永安。民國32年（1943年）全省行政區劃為8行政督察區、2市、64縣、2特種區。
民國34年（1945年）省政府遷回福州。民國35年（1946年）福州市正式成立，全省行政區劃調整為9行政督察區、2市、66縣。民國36年（1947年），全省行政區劃為7行政督察區、67縣、2市、10市轄區、899鄉（鎮）。至民國38年（1949年）時未變。
中华民国大陆时期福建省各縣、市沿革情況如下：
| 福建省     | 福建省   | 福建省 | 福建省 | 福建省                                                                                                | 福建省                               | 福建省 | 福建省 |
| 行政督察區 | 專署駐地 | 代碼   | 縣等級 | 縣市局                                                                                                | 駐地（2023年4月）                    | 北洋時期 | 沿革 |
| ---------- | -------- | ------ | ------ | --- | ------------------------------------ | --- | --- |
| 省政府直轄 |          | 09001  | 不適用 | 福州市                                                                                                | 鼓樓區（今福州市鼓樓區）             | 閩海道 | 民國22年（1933年）5月析閩侯縣城區置，旋因福建事變而未能實施，於民國23年（1934年）7月裁撤。民國31年（1942年）4月1日省政府令設立福州市政籌備處。民國35年（1946年）1月復析林森縣城廂區置。轄鼓樓、大根、小橋、台江、倉山等5區。 |
| 省政府直轄 | 09019    | 不適用 | 廈門市 | 思明區（今廈門市思明區）                                                                              | 廈門道 （駐地）                      | 清代為泉州府思明縣轄地，民國元年（1912年）4月15日，福建省政務院批准析同安縣嘉禾里（廈門島）和翔風里的金門、大小嶝及附屬各島置思明縣。縣名源於清初鄭成功在此抗清，將「中左所」改名為「思明州」以明志。民國16年（1927年）海軍管理時，曾有設市之動議，但未實現。民國22年（1933年），福建省政府擬設思明市；5月，行政院令准析思明縣置廈門市，設市政籌備處。「中華共和國」期間，曾設立廈門市政府。民國23年（1934年）4月，廢市政籌備處，改設廈門特種公安局，管轄區域內一切行政，實為變相的市政府。民國24年（1935年）2月行政院再次准令設市，同時廢思明縣；4月1日，廈門市政府正式成立。民國34年（1945年）全市劃分為廈西、廈南、廈港、禾山、鼓浪嶼等5區。 | |
| 省政府直轄 | 09002    | 一等   | 林森縣 | 治福州城（今福州市鼓樓區鼓西街道新民社區），民國35年（1946年）1月遷西澗（今福州市鼓樓區白馬北路一帶） | 閩海道 （駐地）                      | 清代為福州府附郭閩縣、侯官縣，民國元年（1912年）廢府併2縣為閩侯縣。因轄區過於廣闊，民國22年（1933年）時又復分置為閩縣（駐營前，今長樂市西營前街道）、侯官縣（駐白沙，今閩侯縣西北白沙鎮），以大樟溪為界，均未成立縣政府。翌年7月再次合併復置閩侯縣。民國32年（1943年）10月，為紀念己故的國民政府主席林森（原籍閩侯縣），改名為林森縣。 | |
| 省政府直轄 | 09005    | 三等   | 閩清縣 | 梅城鎮（今閩清縣駐地梅城鎮）                                                                          | 閩海道                               | | |
| 省政府直轄 | 09006    | 二等   | 长乐县 | 太平橋（吳航鎮，今長樂區駐地吳航街道）                                                                | 閩海道                               | | |
| 省政府直轄 | 09007    | 三等   | 連江縣 | 敖江鎮（今連江縣駐地鳳城鎮）                                                                          | 閩海道                               | | |
| 省政府直轄 | 09008    | 三等   | 羅源縣 | 鳳山鎮（今羅源縣駐地鳳山鎮）                                                                          | 閩海道                               | | |
| 省政府直轄 | 09009    | 二等   | 永泰縣 | 鶴皋鎮（今永泰縣駐地樟城鎮）                                                                          | 閩海道                               | 清代為永福縣，因與廣西省縣名重名，民國3年（1914年）1月改名。以唐代縣名得名。 | |
| 省政府直轄 | 09010    | 二等   | 福清縣 | 玉融鎮（今福清市駐地玉屏街道河頭巷）                                                                  | 閩海道                               | | |
| 省政府直轄 | 09018    | 三等   | 平潭縣 | 潭城鎮（今平潭縣駐地潭城鎮）                                                                          | 閩海道                               | 清代為福州府平潭海防同知，民國2年（1913年）10月置縣。 | |
| 第一區     | 福安縣   | 09011  | 二等   | 霞浦縣                                                                                                | 城坊（長溪鎮，今霞浦縣城區松城街道） | 閩海道 | 清代為福寧府附郭霞浦縣，民國元年（1912年）廢府留縣。 |
| 第一區     | 福安縣   | 09012  | 二等   | 福鼎縣                                                                                                | 今福鼎市城區桐山街道                 | 閩海道 | |
| 第一區     | 福安縣   | 09013  | 未定   | 柘榮縣                                                                                                | 雙城鎮（今柘榮縣駐地雙城鎮）         | (閩海道) | 民國27年（1938年）12月析霞浦縣北部第四區置柘洋特種區，民國34年（1945年）8月改為縣。 |
| 第一區     | 福安縣   | 09014  | 二等   | 寧德縣                                                                                                | 蕉城鎮（今寧德市蕉城區蕉北街道）     | 閩海道 | |
| 第一區     | 福安縣   | 09015  | 三等   | 壽寧縣                                                                                                | 鰲陽鎮（今壽寧縣駐地鰲陽鎮）         | 閩海道 | |
| 第一區     | 福安縣   | 09016  | 未定   | 周寧縣                                                                                                | 周墩鎮（獅城鎮，今周寧縣駐地獅城鎮） | (閩海道) | 民國24年（1935年）5月析寧德縣西北置周墩特種區（一說民國27年置），民國34年（1945年）2月以周墩特區及寧德縣部分地置縣，以周墩、寧德兩地首字為名。                                                                               |
| 第一區     | 福安縣   | 09017  | 二等   | 福安縣                                                                                                | 城廂鎮（今福安市城區城南街道）       | 閩海道 | |
| 第二區     | 南平縣   | 09003  | 二等   | 古田縣                                                                                                | 玉屏鎮（今古田縣東古田水庫區）       | 閩海道 | |
| 第二區     | 南平縣   | 09004  | 三等   | 屏南縣                                                                                                | 雙溪鎮（今屏南縣東北雙溪鎮）         | 閩海道 | |
| 第二區     | 南平縣   | 09052  | 一等   | 南平縣                                                                                                | 超驤鎮（今南平市延平區）             | 建安道 （駐地） | 清代為延平府附郭南平縣，民國元年（1912年）廢府留縣。 |
| 第二區     | 南平縣   | 09053  | 三等   | 將樂縣                                                                                                | 古鏞鎮（今將樂縣駐地古鏞鎮）         | 建安道 | |
| 第二區     | 南平縣   | 09054  | 二等   | 沙縣                                                                                                  | 鳳崗鎮（今三明市沙縣區駐地鳳崗街道） | 建安道 | |
| 第二區     | 南平縣   | 09055  | 二等   | 尤溪縣                                                                                                | 城溪（今尤溪縣駐地城關鎮）           | 建安道 | |
| 第二區     | 南平縣   | 09056  | 二等   | 順昌縣                                                                                                | 雙溪鎮（今順昌縣城區雙溪街道）       | 建安道 | |
| 第二區     | 南平縣   | 09064  | 三等   | 泰寧縣                                                                                                | 壚峰鎮（今泰寧縣駐地杉城鎮）         | 建安道 | |
| 第二區     | 南平縣   | 09065  | 三等   | 建寧縣                                                                                                | 濉安鎮（今建寧縣駐地濉溪鎮）         | 建安道 | |
| 第三區     | 建陽縣   | 09058  | 一等   | 建甌縣                                                                                                | 建安鎮（今建甌市城區（舊芝城鎮））   | 建安道 | 清代為建寧府附郭建安縣、甌寧縣，民國元年（1912年）廢府留縣；民國2年（1913年）3月合併兩縣，以兩縣首字為名。 |
| 第三區     | 建陽縣   | 09059  | 三等   | 崇安縣                                                                                                | 清獻鎮（今武夷山市城區崇安街道）     | 建安道 | |
| 第三區     | 建陽縣   | 09060  | 一等   | 浦城縣                                                                                                | 西山鎮（今浦城縣城區南浦街道）       | 建安道 | |
| 第三區     | 建陽縣   | 09061  | 三等   | 政和縣                                                                                                | 城廂鎮（今政和縣城區熊山街道）       | 建安道 | |
| 第三區     | 建陽縣   | 09062  | 三等   | 松溪縣                                                                                                | 松源鎮（今松溪縣城區松源街道）       | 建安道 | |
| 第三區     | 建陽縣   | 09063  | 二等   | 邵武縣                                                                                                | 今邵武市城區昭陽街道                 | 建安道 | 清代為邵武府附郭邵武縣，民國元年（1912年）廢府留縣。 |
| 第三區     | 建陽縣   | 09066  | 二等   | 建陽縣                                                                                                | 景賢鎮（今建陽區駐地潭城街道）       | 建安道 | |
| 第三區     | 建陽縣   | 09068  | 三等   | 水吉縣                                                                                                | 水吉鎮（復興鎮，今建陽區東水吉鎮）   | (建安道) | 民國29年（1940年）6月析建甌縣北部置，因駐地水吉鎮得名。 |
| 第三區     | 建陽縣   | 09069  | 未定   | 光澤縣                                                                                                | 杭川鎮（今光澤縣駐地杭川鎮）         | (建安道) | 民國23年（1934年）7月劃屬江西省管轄。民國36年（1947年）6月復歸福建省。 |
| 第四區     | 晉江縣   | 09020  | 三等   | 金門縣                                                                                                | 珠浦鎮（今金門縣駐地金城鎮）         | 廈門道 | 民國3年（1914年）7月析思明縣（今廈門）大小金門島嶼置。民國4年（1915年）1月縣公署正式成立。以金門島得名。 |
| 第四區     | 晉江縣   | 09021  | 一等   | 莆田縣                                                                                                | 城廂鎮（今莆田市城廂區）             | 廈門道 | 清代為興化府附郭莆田縣，民國元年（1912年）10月前廢府留縣。 |
| 第四區     | 晉江縣   | 09022  | 一等   | 仙游縣                                                                                                | 中山鎮（今仙游縣城區鯉城街道）       | 廈門道 | |
| 第四區     | 晉江縣   | 09023  | 一等   | 晉江縣                                                                                                | 溫陵鎮（今泉州市豐澤區）             | 廈門道 | 清代為泉州府附郭晉江縣，民國元年（1912年）廢府留縣。 |
| 第四區     | 晉江縣   | 09024  | 一等   | 南安縣                                                                                                | 溪美鎮（今南安市東豐州鎮）           | 廈門道 | |
| 第四區     | 晉江縣   | 09025  | 二等   | 惠安縣                                                                                                | 螺城鎮（今惠安縣駐地螺城鎮）         | 廈門道 | |
| 第四區     | 晉江縣   | 09026  | 二等   | 安溪縣                                                                                                | 城苑鎮（今安溪縣駐地鳳城鎮）         | 廈門道 | |
| 第四區     | 晉江縣   | 09027  | 二等   | 同安縣                                                                                                | 大同鎮（今廈門市同安區大同街道）     | 廈門道 | |
| 第四區     | 晉江縣   | 09028  | 二等   | 永春縣                                                                                                | 今永春縣駐地桃城鎮                   | 廈門道 | 清代為永春直隸州，民國元年（1912年）改為縣。 |
| 第五區     | 龍溪縣   | 09040  | 三等   | 雲霄縣                                                                                                | 雲陵鎮（今雲霄縣駐地雲陵鎮）         | 汀漳道 | 清代為雲霄廳，民國元年（1912年）改為縣。 |
| 第五區     | 龍溪縣   | 09041  | 一等   | 龍溪縣                                                                                                | 崇安鎮（今漳州市龍文區）             | 汀漳道 曾為駐地 | 清代為漳州府附郭龍溪縣，民國元年（1912年）廢府留縣。 |
| 第五區     | 龍溪縣   | 09042  | 三等   | 華安縣                                                                                                | 華崶鎮（石寶鎮，今華安縣駐地華豐鎮） | 汀漳道 | 原屬龍溪縣北部華崶縣佐轄境，因距縣駐地百餘里，難於管理，於民國17年（1928年）5月置縣。 |
| 第五區     | 龍溪縣   | 09043  | 二等   | 漳浦縣                                                                                                | 綏安鎮（今漳浦縣駐地綏安鎮）         | 汀漳道 | |
| 第五區     | 龍溪縣   | 09044  | 三等   | 南靖縣                                                                                                | 靖城鎮（今南靖縣東北靖城鎮）         | 汀漳道 | |
| 第五區     | 龍溪縣   | 09045  | 三等   | 長泰縣                                                                                                | 武安鎮（今漳州市長泰區駐地武安鎮）   | 汀漳道 | |
| 第五區     | 龍溪縣   | 09046  | 三等   | 平和縣                                                                                                | 大洋陂（九峰鎮，今平和縣南九峰鎮）   | 汀漳道 | |
| 第五區     | 龍溪縣   | 09047  | 三等   | 詔安縣                                                                                                | 中山鎮（今詔安縣駐地南詔鎮）         | 汀漳道 | |
| 第五區     | 龍溪縣   | 09048  | 三等   | 東山縣                                                                                                | 銅山鎮（今東山縣東北銅陵鎮）         | 汀漳道 | 民國4年（1915年）4月，福建省擬析詔安縣銅山縣佐轄地（銅山島）及漳浦縣古雷半島置銅山縣。9月，內務部以江蘇省己有銅山縣，為避免重名，而銅山舊名東山，核定置縣並定名為東山縣。                                                    |
| 第五區     | 龍溪縣   | 09049  | 三等   | 海澄縣                                                                                                | 城區鎮（今漳州市龍海區東南海澄鎮）   | 汀漳道 | |
| 第六區     | 永安縣   | 09029  | 三等   | 德化縣                                                                                                | 潯中鎮（今德化縣駐地龍潯鎮）         | 廈門道 | |
| 第六區     | 永安縣   | 09030  | 三等   | 大田縣                                                                                                | 坊都（均溪鎮，今大田縣駐地均溪鎮）   | 廈門道 | |
| 第六區     | 永安縣   | 09033  | 二等   | 寧化縣                                                                                                | 城東鎮（今寧化縣駐地翠江鎮）         | 汀漳道 | |
| 第六區     | 永安縣   | 09036  | 三等   | 清流縣                                                                                                | 城廂鎮（今清流縣駐地龍津鎮）         | 汀漳道 | |
| 第六區     | 永安縣   | 09038  | 三等   | 明溪縣                                                                                                | 明溪寨（雪峰鎮，今明溪縣駐地雪峰鎮   | 汀漳道 | 清代為歸化縣。因縣名意義不甚適宜，民國21年（1932年）12月改名。因縣境內明溪得名。 |
| 第六區     | 永安縣   | 09051  | 三等   | 寧洋縣                                                                                                | 城廂鎮（今漳平市北雙洋鎮）           | 汀漳道 | |
| 第六區     | 永安縣   | 09057  | 二等   | 永安縣                                                                                                | 燕江鎮（今永安市城區）               | 建安道 | |
| 第六區     | 永安縣   | 09067  | 未定   | 三元縣                                                                                                | 三元鎮（三民鎮，今三明市三元區）     | (建安道) | 民國28年（1939年）2月析沙縣三元鎮置三元特種區。民國29年（1940年）6月以特種區轄境及明溪縣東部、永安縣北部置。 |
| 第七區     | 龍巖縣   | 09031  | 二等   | 龍巖縣                                                                                                | 新羅鎮（今龍岩市新羅區）             | 汀漳道 （駐地） | 清代為龍巖直隸州，民國2年（1913年）3月改置縣。 |
| 第七區     | 龍巖縣   | 09032  | 一等   | 長汀縣                                                                                                | 中山鎮（今長汀縣汀州鎮）             | 汀漳道 | 清代為汀州府附郭長汀縣，民國元年（1912年）廢府留縣。 |
| 第七區     | 龍巖縣   | 09034  | 二等   | 上杭縣                                                                                                | 城廂鎮（今上杭縣駐地臨江鎮）         | 汀漳道 | |
| 第七區     | 龍巖縣   | 09035  | 二等   | 武平縣                                                                                                | 城廂鎮（今武平縣駐地平川街道）       | 汀漳道 | |
| 第七區     | 龍巖縣   | 09037  | 三等   | 連城縣                                                                                                | 蓮峰鎮（今連城縣駐地蓮峰鎮）         | 汀漳道 | |
| 第七區     | 龍巖縣   | 09039  | 二等   | 永定縣                                                                                                | 鳳城鎮（今永定縣駐地鳳城鎮）         | 汀漳道 | |
| 第七區     | 龍巖縣   | 09050  | 三等   | 漳平縣                                                                                                | 菁城鎮（今漳平市城區菁城街道）       | 汀漳道 | |

## 1949年前的行政區劃年表
| 福建省行政區劃年表                                                        |          |    |    |    |         | |
| 說明：「?」表示不能確定其發生年份或月份，故放於最有可能的一年內，詳見注釋 |          |    |    |    |         | |
| 西元                                                                      | 民國紀元 | 縣 | 市 | 局 | 其他    | 行政區劃變更 |
| 1912年                                                                    | 民國1年  | 61 |    |    | 1海防廳 | - 析同安縣置思明縣（4月） - 廢福州府，合併閩縣、侯官縣為閩侯縣（10月前） - 廢福寧府留霞浦縣（10月前） - 廢延平府留南平縣（10月前） - 廢建寧府留建安、寧甌2縣（10月前） - 廢邵武府留邵武縣（10月前） - 廢興化府留莆田縣（10月前） - 廢泉州府留晉江縣（10月前） - 廢漳州府留龍溪縣（10月前） - 廢汀州府留長汀縣（10月前） - 改永春直隸州為永春縣（10月前） - 改龍巖直隸州為龍巖縣（10月前） - 改雲霄廳為雲霄縣（10月前） |
| 1913年                                                                    | 民國2年  | 61 |    |    |         | - 建安、寧甌2縣合併為建甌縣（3月） - 改平潭海防廳為平潭縣（10月） |
| 1914年                                                                    | 民國3年  | 62 |    |    |         | - 永福縣改名永泰縣（1月） - 析思明縣置金門縣（7月） |
| 1915年                                                                    | 民國4年  | 63 |    |    |         | - 析詔安縣置東山縣（9月） |
| 1916年                                                                    | 民國5年  | 63 |    |    |         | |
| 1917年                                                                    | 民國6年  | 63 |    |    |         | |
| 1918年                                                                    | 民國7年  | 63 |    |    |         | |
| 1919年                                                                    | 民國8年  | 63 |    |    |         | |
| 1920年                                                                    | 民國9年  | 63 |    |    |         | |
| 1921年                                                                    | 民國10年 | 63 |    |    |         | |
| 1922年                                                                    | 民國11年 | 63 |    |    |         | |
| 1923年                                                                    | 民國12年 | 63 |    |    |         | |
| 1924年                                                                    | 民國13年 | 63 |    |    |         | |
| 1925年                                                                    | 民國14年 | 63 |    |    |         | |
| 1926年                                                                    | 民國15年 | 63 |    |    |         | |
| 1927年                                                                    | 民國16年 | 63 |    |    |         | |
| 1928年                                                                    | 民國17年 | 64 |    |    |         | - 析龍溪縣置華安縣（5月） |
| 1929年                                                                    | 民國18年 | 64 |    |    |         | |
| 1930年                                                                    | 民國19年 | 64 |    |    |         | |
| 1931年                                                                    | 民國20年 | 64 |    |    |         | |
| 1932年                                                                    | 民國21年 | 64 |    |    |         | - 歸化縣改名明溪縣（12月） |
| 1933年                                                                    | 民國22年 | 65 | 1  |    |         | - 析閩侯縣置福州市（5月） - 分閩侯縣為閩縣、侯官縣（?月） |
| 1934年                                                                    | 民國23年 | 63 |    |    | 1特種區 | - 閩縣、侯官縣合併為閩侯縣（7月） - 省福州市入閩侯縣（7月） - 光澤縣改隸江西省（7月） - 析寧德縣置三都特種區（11月） |
| 1935年                                                                    | 民國24年 | 62 | 1  |    | 3特種區 | - 廢思明縣置廈門市（4月） - 析廈門市置禾山特種區（4月） - 析福清縣置南日特種區（7月） - 省南日特種區入福清縣（10月） - 析順昌縣置上洋特種區（8月） |
| 1936年                                                                    | 民國25年 | 62 | 1  |    | 6特種區 | - 析龍溪縣置石碼特種區（8月） - 析福清縣置南日特種區（12月） - 析上杭縣置峰市特種區（12月） |
| 1937年                                                                    | 民國26年 | 62 | 1  |    | 5特種區 | - 省禾山特種區入廈門市（9月） |
| 1938年                                                                    | 民國27年 | 62 | 1  |    | 7特種區 | - 析霞浦縣置柘洋特種區（6月） - 析寧德縣置周墩特種區（6月） - 省石碼特種區入龍溪縣（8月） - 省上洋特種區入順昌縣（10月） - 析順昌縣置仁壽特種區（10月） - 析建甌縣置水吉特種區（10月） |
| 1939年                                                                    | 民國28年 | 62 | 1  |    | 7特種區 | - 析沙縣置三元特種區（2月） - 省三都特種區入寧德縣（3月） |
| 1940年                                                                    | 民國29年 | 64 | 1  |    | 2特種區 | - 析永春、德化、永泰、仙游4縣置鳳頂特種區（2月） - 省仁壽特種區入順昌縣（3月） - 省峰市特種區入永定縣（3月，一說4月） - 改水吉特種區為水吉縣（6月） - 改三元特種區為三元縣（6月） - 省南日特種區入莆田縣（6月） - 省鳳頂特種區入永春、德化、永泰、仙游4縣（10月） |
| 1941年                                                                    | 民國30年 | 64 | 1  |    | 2特種區 | |
| 1942年                                                                    | 民國31年 | 64 | 1  |    | 2特種區 | |
| 1943年                                                                    | 民國32年 | 64 | 1  |    | 2特種區 | - 閩侯縣改名林森縣（10月） |
| 1944年                                                                    | 民國33年 | 64 | 1  |    | 2特種區 | |
| 1945年                                                                    | 民國34年 | 66 | 1  |    |         | - 改周墩特種區為周寧縣（2月） - 改柘洋特種區為柘榮縣（8月） |
| 1946年                                                                    | 民國35年 | 66 | 2  |    |         | - 析林森縣置福州市（1月） |
| 1947年                                                                    | 民國36年 | 67 | 2  |    |         | - 江西省光澤縣來屬（6月） |
| 1948年                                                                    | 民國37年 | 67 | 2  |    |         | |
| 1949年                                                                    | 民國38年 | 67 | 2  |    |         | |

## 人口
民國前期，福建省因護法之役、國民革命軍北伐、剿共戰爭及閩變之故，全省人口逐漸減少，主要移民海外如東南亞和臺灣等地。民國元年（1912年），全省人口為1584.93萬人；到民國23年（1934年）為1084.77萬人，比起民初減少了500.16萬人。民國26年（1937年）抗戰前夕，人口為1240.79萬人。以後由於戰爭的影響，人口數量逐漸下降，民國36年（1947年）降至1105.73萬人，比抗戰前夕減少了135.06萬人。
以下依據中華民國實業部《中國經濟年鑑》（1934年出版）、內政部統計司編《民國十七年各省市戶口調查統計報告》（1931年出版）、主計處統計局編《中華民國統計提要》（1940年出版）、中華民國年鑑社編《中華民國年鑑》（1952年出版，頁19-21）所提供的人口數據： 
| 調查年代 | 戶數      | 人口       | 男性      | 女性      | 每戶平均人口 | 性別比例 |
| -------- | --------- | ---------- | --------- | --------- | ------------ | -------- |
| 1912年   | 3,012,000 | 15,849,000 | 8,908,000 | 6,942,000 | 5.26         | 128.30   |
| 1928年   | 無        | 10,071,000 | 無        | 無        | 無資料       | 無資料   |
| 1936年   | 2,265,000 | 11,756,000 | 6,761,000 | 4,994,000 | 5.19         | 135.37   |
| 1947年   | 2,448,000 | 11,143,000 | 5,771,000 | 5,372,000 | 4.55         | 107.44   |

## 政府體制

### 省會
民國26年（1937年）抗日戰爭以前，省會在閩侯縣。民國27年（1938年）省會遷往永安縣，抗戰勝利後復治林森縣（舊稱閩侯縣）。民國35年（1946年）1月析林森縣城廂區置福州市，均位於今福建省福州市。民國38年（1949年）8月，福建省政府隨著中華民國國軍，從福州市遷至金門縣。

### 省行政機構
宣統三年（1911年）辛亥革命爆發後，福建新軍於九月十九日（西曆11月9日）起義，二十一日（西曆11月11日），新軍建立福建都督府，下置參議會，協調都督掌理政權。二十五日（西曆11月15日），廈門軍政分府建立。民國元年（1912年）11月16日，遵照北洋政府的制度，置民政長，為全省民政長官，下設內務，財政等司。民國3年（1914年）5月23日改民政長為巡按使，下設政務、財政等廳。民國5年（1916年）7月，改巡按使為省長。
民國15年（1926年）12月24日，國民政府籌建省臨時政務委員會。次年1月2日，建立省臨時政治委員會，為全省臨時最高權力機構；25日，設省臨時政務委員會和省財務委員會，為省臨時政治委員會的下屬機構。民國16年（1927年）以蔣中正為首的南京國民政府發動清黨後，省臨時政委員屬於南京國民政府。7月3日，省臨時政治委員會改組為福建省政府。民國22年（1933年）第十九路軍發動福建事變，召開人民臨時代表大會，議決建立人民革命政府，公開與南京國府對抗。為此，南京國府於民國23年（1934年）1月12日改組福建省政府，設委員9人。抗戰期間，日軍攻陷福建省會福州，福建省政府實際成為地方流亡政府。民國34年（1945年）8月，抗戰結束，福建省政府恢復其行政管轄區域。民國37年（1948年）9月15日，改組省政府。民國38年（1949年），解放軍佔據福建本部，成立福建省人民政府。

### 最高首長

#### 臨時政府時期
辛亥革命後，福建省於11月9日獨立。中華民國建立初期，各省都督兼管轄民政等。福建省於民國元年（1912年）11月16日設立民政長，為省最高行政長官。

#### 北洋政府時期
民國6年（1917年）12月3日，廣州軍政府任命陳炯明為援閩粵軍總司令，揮兵入福建，於漳州建立護法區，並控制著福建南部及西部。民國7年（1918年）11月30日，廣州軍政府任命林葆懌為福建省督軍，陳炯明為省長。民國9年（1920年）6月29日，陳炯明與李厚基達成協議，並於8月12日率部返回廣東。民國11年（1922年）10月2日，皖系徐樹錚攜80萬元投王永泉，並在延平通電成立「建國軍政制置府」，自任「總領建國軍政制置事宜」。10月8日任王永泉為福建總撫，兼轄民政。「制置府」受各方反對，10月31日王永泉改稱總司令，公推林森任省長。民國15年（1926年）12月2日，周蔭人北逃浙江，薩鎮冰宣布歸順國民政府，並於4日向北京政府辭職。
| 軍政長官     | 軍政長官 | 軍政長官 | 軍政長官      | 軍政長官       | 軍政長官 |
| 職位         | 任別     | 姓名     | 就任          | 離任           | 備註 |
| ------------ | -------- | -------- | ------------- | -------------- | --- |
| 福建省都督   | 1        | 孫道仁   | 1911年11月9日 | 1912年12月30日 | 孫以清統制被推為省都督 - 兼領都督 劉冠雄（1912年12月5日 - 1912年12月30日；孫12月5日來京，以中華民國海軍總長兼領福建都督，12月30日裁缺） |
| 福建省護軍使 | 1        | 黃培松   | 1913年7月24日 | 1913年11月29日 | 11月29日裁缺 |
| 福建省護軍使 | 2        | 李厚基   | 1914年7月18日 | 1916年3月21日  | 1914年7月復設 |
| 福建省將軍   | 1        | 李厚基   | 1916年3月21日 | 1916年7月6日   | 由省護軍使改 |
| 福建省督軍   | 1        | 李厚基   | 1916年7月6日  | 1923年1月12日  | 由省將軍改，1月12日裁缺 - 督軍 林葆懌（1918年11月30日 - 1918年12月12日；以廣州軍政府總裁兼海軍部部長兼任為省督軍，12月12日由陳炯明兼辦福建軍務） - 福建總撫 王永泉（1922年10月8日 - 1922年10月31日；由皖系徐樹錚任命，兼軍民兩政） - 省總司令 王永泉（1922年10月31日 - 1923年1月12日；王永泉反對「建國軍政制置府」，改稱總司令，1月12日裁缺） |
| 福建省督理   | 1        | 孫傳芳   | 1923年3月20日 | 1924年5月13日  | |
| 福建省督理   | 2        | 周蔭人   | 1924年5月13日 | 1925年1月16日  | |
| 福建省督辦   | 1        | 周蔭人   | 1925年1月16日 | 1926年12月2日  | 由省督理改，周12月2日逃浙江 |

| 民政長官     | 民政長官 | 民政長官 | 民政長官       | 民政長官       | 民政長官 |
| 職位         | 任別     | 姓名     | 就任           | 離任           | 備註 |
| ------------ | -------- | -------- | -------------- | -------------- | --- |
| 福建省民政長 | 1        | 張元奇   | 1912年11月16日 | 1913年11月20日 | - 暫護民政長 江畬經（1913年5月9日 - 1913年8月21日；張批准請假，以省內務司長兼任為暫護民政長） - 暫護民政長 劉次源（1913年7月15日 - 1913年11月20日） |
| 福建省民政長 | 2        | 汪聲玲   | 1913年11月20日 | 1914年5月3日   | |
| 福建省民政長 | 3        | 許世英   | 1914年5月3日   | 1914年5月23日  | |
| 福建省巡按使 | 1        | 許世英   | 1914年5月23日  | 1916年5月6日   | 由省民政長改 - 兼署巡按使 李厚基（1916年4月17日 - 1916年5月6日；許4月17日上京，以省督軍兼署巡按使）                                                 |
| 福建省省長   | 1        | 胡瑞霖   | 1916年7月6日   | 1917年7月18日  | 由省巡按使改，署任 |
| 福建省省長   | 2        | 李厚基   | 1917年7月18日  | 1922年10月15日 | 以省督軍兼任為省長，兼署 - 省長 陳炯明（1918年11月30日－1920年8月12日；以廣州軍政府援閩粵軍總司令兼任為省長，8月12日回廣東）                        |
| 福建省省長   | 3        | 薩鎮冰   | 1922年10月15日 | 1926年12月4日  | 1923年2月8日公推任，1926年12月4日離職 - 省長 林森（1922年10月31日－1923年3月3日；3月3日通電卸任）                                                   |

#### 國民政府時期
民國15年（1926年）11月，國民革命軍揮兵入福建，並先後設立6個政治監察署，負責各縣市的行政工作；12月3日，國民革命軍進入省會福州；12月25日，設立省政務委員會及省財政委員會，負責行政與財務工作。民國16年（1927年）1月3日設立省臨時政治會議，下轄省政務及財政兩委員會；4月27日，國民政府委任福建省政府官員，省政府於7月3日由省政治委員會改設。
| 職銜                      | 任別  | 姓名   | 任期                          | 備註                                                 |
| ------------------------- | ----- | ------ | ----------------------------- | ---------------------------------------------------- |
| 福建省政務委員會 主任委員 | 第1任 | 戴任   | 1926年12月25日 - 1927年4月3日 | 戴長期不到職，由張代理，4月3日清黨，戴逃離福建       |
| 福建省政務委員會 主任委員 | 代理  | 張貞   | 1926年12月25日 - 1927年5月1日 | 以福州留守司令兼省政務委員任為代理主任委員           |
| 福建省臨時政治會議 主席   | 第1任 | 蔣中正 | 1927年1月3日 - 1927年5月1日   | 蔣兼任，但未到職，由何應欽及方聲濤代理               |
| 福建省臨時政治會議 主席   | 代理  | 何應欽 | 1927年1月3日 - 1927年1月28日  | 以國民革命軍東路軍總指揮兼會議委員兼任為代理會議主席 |
| 福建省臨時政治會議 主席   | 代理  | 方聲濤 | 1927年1月28日 - 1927年5月1日  | 何率部北上浙江，以會議委員兼任為代理會議主席         |
| 福建省政府 主席           | 第1任 | 楊樹莊 | 1927年5月1日 – 1932年12月7日  | 以國民政府海軍部部長兼任為省主席                     |
| 福建省政府 主席           | 代理  | 陳乃元 | 1929年2月5日–1930年1月6日     | 楊長期因病不到職，以省民政廳長兼任為代理省主席       |
| 福建省政府 主席           | 代理  | 方聲濤 | 1930年1月6日–1932年12月7日    | 楊長期因病不到職，以省保安處長兼任為代理省主席       |
| 福建省政府 主席           | 第2任 | 蔣光鼐 | 1932年12月7日–1933年12月20日  | 随后十九路军宣布独立建立中华共和国                   |
| 福建省政府 主席           | 第3任 | 陳儀   | 1934年1月12日–1941年8月28日   |                                                      |
| 福建省政府 主席           | 第4任 | 劉建緒 | 1941年8月28日–1948年9月16日   |                                                      |
| 福建省政府 主席           | 第5任 | 李良榮 | 1948年9月16日–1949年1月20日   |                                                      |
| 福建省政府 主席           | 第6任 | 朱紹良 | 1949年1月20日–1949年10月4日   | 福建本部随后由福建省人民政府接管                     |

## 周邊地區
北洋政府時期
國民政府時期 (二戰前)
中國抗日戰爭時期
1949年（國府遷台前）